# ゲッツ板谷
ゲッツ 板谷（ - いたや、本名：板谷 宏一、1964年7月4日 - ）は、日本の著作家。

## 来歴・人物
東京都立川市出身。中学3年までは学習塾通いなど勉強漬けで暴力・不良行為とは無縁の生活を送っていたが、ある日同じクラスの番長の悪ふざけに激昂。結果、番長を病院送りにしたことが校内中に知れ渡り、他校への殴り込みに参加するようになるなど不良の道を歩むこととなった。
高校入学後は暴走族「地獄」を経て、伯父の手伝いでテキ屋や借金取立てを行うなど、本人曰く、ヤクザ予備軍を地で行く生活を送っていたが、美術大学を目指して高校卒業後に立川美術学院に入校。
美大受験は失敗に終わり、美術系専門学校卒業を経て就職活動を行うも失敗。後に伯父の紹介で求人広告を制作する会社に入社するも1ヶ月で退社。以後数年間は職業不定の身となるが、予備校時代に知り合った友人である西原理恵子に白夜書房へ紹介され、ライターとして活動開始。その後ペンネーム改名、エッセイの執筆開始などを経て現在に至る。
30歳で結婚。男児をもうけた。

## 活動

### 金角・銀角コンビ期
白夜書房のパチンコ雑誌『パチンコ必勝ガイド』にてフリーライターとしてデビュー。当初は金角&銀角（安藤康一）というコンビで活動しており、文章は金角が担当し、イラストや漫画は銀角が担当するという分担になっていた。後に姉妹誌の『パチスロ必勝ガイド』においても執筆することとなる。
- 初期はパチンコ台を絡めたヌードモデル撮影やアートとの融合など、いわゆる"バカ企画"に分類される単発企画が主な活動だった。
- パチスロ必勝ガイド誌上においては時折「架空のパチスロ機種」をでっち上げ、偽の新機種紹介記事を執筆していた。架空機種は「一発当てれば家一軒」「平均獲得枚数32000枚のカミカゼチャンス」といった内容の煽り文句で、例外なく強力な出玉性能をアピールしたものとなっており、架空記事でありながら編集部には読者からの問い合わせが相次ぎ[3]、反響を呼んだ。後に同誌上で「インデアンのふんどし」[4]連載開始。
- しばらくの単発企画掲載を経て、読者投稿コーナー「金角&銀角のパチバカ天国と地獄」を開始。『パチンコ必勝ガイド』誌上の名物コーナーとして現在も（一部改名され）存続している。
- 『パチンコ必勝ガイドルーキーズ』創刊時に「五つ星ホールを探せ!」の連載を開始。毎回様々な県のパチンコ店を回り、店に無断でチェックを入れ採点するという企画。パチンコ店巡りだけでなく、ご当地巡りの要素も多分に取り入れられており、連載開始から読者人気1位を独走した。この連載によって金角・銀角コンビの名が出版業界内にも知れ渡るなど成功を収めた企画だったが、経費が毎回多額となった事で[5]連載終了を余儀なくされた。

先述の「五つ星ホールを探せ!」以降、両者共に他誌での執筆が増え、『ベトナム乱暴紀行』などを世に出し一般にも金角&銀角の名が浸透しつつあったが、後に銀角との仕事への温度差に苦言を呈し、コンビは解消となった。

### 金角・銀角コンビ解消後
銀角とのコンビ解消を機に「ゲッツ板谷」に改名。「インデアンのふんどし」などコンビでの連載は代役を立てて継続した。後に「パチバカ天国と地獄」コーナー内でエッセイを執筆開始し、従来のスタイルからの路線変更を図った。
途方もない"バカ"エピソードにあふれた自らの日常をつづったエッセイを執筆（代表作として、自らの家族の"バカ"に鋭くメスを入れた『板谷バカ三代』のほか『バカの瞬発力』など）。
その他に西原理恵子の元夫鴨志田穣らとのアジア旅行を描いた『怪人紀行』シリーズや、自伝をもとにした小説『ワルボロ』、対談本『わらしべ偉人伝』などが刊行されている。
公式サイトは「Gコーポ」と称され、ゲッツ板谷本人の他、友人や面白そうなファンなどが文章を掲載している。近年、ファン層が広がっているのか、Gコーポの住人であり、友人の洋服店店長キャーム（『ワルボロ』やエッセイ群にも中学校時代の友人として登場）まで単独で本を出す事態となっている。
2006年6月8日、脳出血及び髄膜炎を併発し入院。同年9月2日退院。詳細は『板谷番付!』（扶桑社）および『やっぱし板谷バカ三代』（角川書店）にて述べられている。

## 作品

### 金角・銀角名義
- パチンコ必笑ガイド（白夜書房）
- 金角&銀角のパチバカ天国と地獄I（白夜書房）
- ベトナム乱暴紀行（スターツ出版）
  - ベトナム乱暴紀行リバイバル（スターツ出版） ※上記新装版

### ゲッツ板谷名義
コラム・エッセイ
- 板谷バカ三代（角川書店・角川文庫）
  - やっぱし板谷バカ三代 (角川書店・角川文庫）
  - とことん板谷バカ三代 オフクロが遺した日記篇（角川書店）
- タイ怪人紀行（スターツ出版・角川文庫）
  - ベトナム怪人紀行（スターツ出版・角川文庫）
  - インド怪人紀行（スターツ出版・角川文庫）
- バカの瞬発力（二見書房・角川文庫）
- 「ステキな自分」を見失う本（新風舎） - 著作者の一人
- どこへ行っても三歩で忘れる鳥頭紀行―くりくり編（角川書店・角川文庫） - 著作者の一人
- 情熱チャンジャリータ（双葉社・角川文庫）
- 出禁上等!（扶桑社・角川文庫） 
  - 超出禁上等!（扶桑社・角川文庫）
- 直感サバンナ（二見書房・角川文庫）
- 戦力外ポーク（二見書房・角川文庫）
- わらしべ偉人伝（扶桑社・角川文庫）
- 許してガリレオ!（楓書店・角川文庫）
- 妄想シャーマンタンク（ダイヤモンド社・角川文庫）
- BESTっス!（小学館）
- 板谷番付!（扶桑社）
  - 真・板谷番付!（扶桑社）
  - 極選・板谷番付!（角川文庫）
- 板谷遠足（扶桑社・角川文庫）
- 板谷式つまみ食いダイエット（角川書店）
- そっちのゲッツじゃないって!（ガイドワークス）

小説
- ワルボロ（幻冬舎・幻冬舎文庫） - 映画化作品
  - メタボロ（幻冬舎・幻冬舎文庫）
  - ズタボロ（幻冬舎・幻冬舎文庫） - 映画化作品

## 著名人との交友など
西原理恵子
立川美術予備校在籍時に知り合い、後に友人となる。西原は「彼ら（ゲッツと銀角）は私と出会うまでは、人間のクズという仕事をしていた」と語っている。ゲッツ並びに銀角のデビューのきっかけは西原の斡旋によるものとされ、ゲッツは著書の中で彼女に対し再三感謝の言葉を述べている。
『わらしべ偉人伝』など、彼の著作の多くのイラスト制作に西原が関わっており、また、彼女が関わっていない作品においても「SPECIAL THANKS 西原理恵子」と巻末に書かれている。
矢井田瞳
ゲッツ板谷ファンならびに板谷家ファンを公言しており、文庫版『板谷バカ三代』内の特別企画ページ「We love"バカ三代"」を執筆。また、彼女のライブに招待されるなど交友がある。
上原さくら
彼女と知り合った経緯は不明だが、板谷家では家族ぐるみで応援している模様で、特に父（ケンちゃん）は彼女の全ての出演番組を観ているという。また、著作中で彼女のマネージャーは「夏目くん」と表記され、父も彼女の参加するイベント終了後に食事の約束を彼と取り付けるなど、彼とも仲が良い様子が窺える。
ピエール瀧
『週刊SPA!』連載「わらしべ偉人伝」での対談にて意気投合、その縁でショートムービー『SF Short Films』内のピエール監督作品『県道スター』の主演としてゲッツが抜擢される。矢井田と同じく文庫版『板谷バカ三代』内「We love"バカ三代"」を執筆。映画版『ワルボロ』に友情出演している。
沖田×華
「Gコーポ」のレギュラー連載を執筆していた。ペンネームは板谷が発案。

## その他
- 著作内において、自身の一人称を「ボキ」と表すことがある。
- 著作によると週に数回キッチンで腕をふるう模様。そのレパートリーは豚汁をはじめ、カレー、豚バラ肉の炒め、豚のひき肉炒めのサンドイッチなど豚肉を用いたものが多い。
- 著作や公式ページにグルメ情報があり、国内のほかインド・タイ・ベトナム・ミャンマーなど海外の情報もある。
- 家族や自身の友人の行動など、身の回りの出来事を執筆することが多いことから、「やはり正式な肩書きは『ライター』なのか」と尋ねられた際に「もしくは（身近な事の）書記係だな」という旨の返答をしたことがある[13]。
- 著作では熟女趣味を公言している。また、三原じゅん子の大ファンで、『わらしべ偉人伝』にて対談が実現した際は我を忘れるほど感激しているさまが表されていた。
- 銀角とのコンビは「日本一凶暴なライター・イラストレーター」として出版界内で知られていた。二人をモデルに大沢在昌が『らんぼう』という喧嘩っ早い刑事コンビを主人公にした小説を書いた事もある。なお、この小説の文庫本カバーのイラストを担当したのは、ゲッツ（金角）および銀角のデビューを斡旋した張本人の（※前述）西原理恵子である。
- 西原理恵子の著作『ぼくんち』の登場人物「こういち」のモデルである[14]。